# Zaniklé elektrárny v Česku
V průběhu historie elektrifikace Českých zemí vzniklo a zaniklo mnoho energetických zdrojů. Tento seznam obsahuje zaniklé elektrárny v Česku, jejichž souhrnný výkon je vyšší než 200 HP (147 kW) a které již neprodukují elektrickou energii.

## Elektrárna Hradec Králové – Hučák – parní blok
Elektrárna byla vybudována souběžně s doposud pracující vodní elektrárnou, protože Labe nemohlo zajistit vzhledem ke kolísajícímu průtoku stabilní dodávku elektrické energie.
Slavnostní spuštění proběhlo 12. 2. 1910 ve 2 hodiny odpoledne, v té době v ní pracovaly dva parní stroje, každý o výkonu 400 HP. Mezi lety 1912–1915 byla elektrárna rozšířena o parní turbínu s výkonem 1500 HP. Poslední energii dodala parní elektrárna roku 5. 1. 1946.
| Technická data   |                   |
| ---------------- | ----------------- |
| Provoz           | 1910–1946         |
| Typ elektrárny   | parní             |
| Typ proudu       | střídavý          |
| Storjní vybavení |                   |
| 2× parní stroj   | 400 HP            |
| 1× parní turbína | 1500 HP           |
| Celkový výkon    | 2300 HP (1960 kW) |

## Elektrárna Praha-Holešovice
Její historie se začíná psát roku 1897, kdy bylo rozhodnuto o jednotné elektrizaci Prahy, do provozu byla spuštěna roku 1900.
| Technická data   |                                  |
| ---------------- | -------------------------------- |
| Provoz           | 1900–19??                        |
| Typ elektrárny   | parní                            |
| Typ proudu       | střídavý                         |
| strojní vybavení |                                  |
| 5× parní stroj   | 1000 HP                          |
| 1× parní stroj   | 1000 kW                          |
| 1× parní stroj   | 3000 HP                          |
| 1× parní turbína | 5000 HP                          |
| 2× parní turbína | 3600 kW                          |
| 2× parní turbína | 8500 kW                          |
| Celkový výkon    | 13 000 HP (9 555 kW) + 29 200 kW |

## Elektrárna Vodňany
Byla vybudována v roce 1904, investiční náklady činily zhruba 210 000 tehdejších korun, dodávala energii pro 24 veřejných obloukových lamp a 80 veřejných žárovek, navíc bylo připojeno 2250 soukromých žárovek a 61 motorů o výkonu 243 HP. V roce 1914 byl vybudován rotační měnič o výkonu 18 HP.
| Technická Data   |                   |
| ---------------- | ----------------- |
| Provoz           | 1904–19??         |
| Typ elektrárny   | parní             |
| Typ proudu       | stejnosměrný      |
| Strojní vybavení |                   |
| 1× parní stroj   | 130 HP            |
| 1× parní stroj   | 80 HP             |
| 1× rotační měnič | 18 HP             |
| Akumulátor       | ? Ah              |
| Celkový výkon    | 228 HP (167,5 kW) |

## Elektrárna Horní Jiřetín
Byla vybudována roku 1908. Dodávala energii okolním obcím, uhlí bylo dopravováno vlečkou z dolu Grohmann.
| Technická Data   |               |
| ---------------- | ------------- |
| Provoz           | 1908–1945     |
| Typ elektrárny   | parní         |
| Typ proudu       | ??            |
| Strojní vybavení | ??            |
| Celkový výkon    | 480 kW (1933) |

## Elektrárna Ervěnice

### Ervěnice I
Historie elektrárny je spjata s elektrárnou v Holešovicích a zásobování Prahy elektrickým proudem. Krátce po první světové válce začíná narůstat poptávka po elektrické energii. Elektrárny na území hlavního města přestávaly stačit rostoucím nárokům, proto se začal hledat nový zdroj elektrické energie. Jako nejrychlejší varianta se jevilo vybudování tepelné elektrárny. Se stavbou se započalo v roce 1923 a první elektrickou energii do sítě začala elektrárna dodávat 26. února 1926. Konec provozu byl v dubnu 1965. V roce 1931 elektrárna pokrývala 80 % pražské spotřeby elektrického proudu.
Elektrárna stávala u zaniklých Ervěnic poblíž dolu Hedvika, jehož odpadní uhlí spalovala. Provozní voda se čerpala z Ohře u Tvršic, odkud se dopravovala potrubím do vodojemu u Holešic a z něj do elektrárny. Po vybudování dřínovské nádrže se voda čerpala z ní.
| Technická data                |           |
| ----------------------------- | --------- |
| Provoz                        | 1926–1965 |
| Typ elektrárny                | parní     |
| Typ proudu                    | střídavý  |
| strojní vybavení              |           |
| 3× parní turbína              | 15 MW     |
| 1× parní turbína od roku 1932 | 25 MW     |
| Celkový výkon                 | 70 MW     |

### Ervěnice II
Tak jako historie Ervěnic I byla spojená se vznikem ČSR, plány Ervěnic II byly spojeny s událostmi druhé světové války. Třetí říše plánovala vytvořit na území okolo Mostu obrovské chemické a energetické komplexy, které by sloužily jako zdroje pro německý průmysl. Ervěnice II měly být jednou z největších, ne-li největší elektrárnou na světě s výkonem 1000 MW. S jejím budování se začalo v roce 1941. První kotel a turbíny byly uvedeny do provozu v roce 1948, stavba dokončena v roce 1952. Provoz byl ukončen v roce 1980.
| Technická data   |           |
| ---------------- | --------- |
| Provoz           | 1948–1980 |
| Typ elektrárny   | parní     |
| Typ proudu       | střídavý  |
| strojní vybavení |           |
| ?x parní turbína | ? MW      |
| Celkový výkon    | 140 MW    |

## Elektrárna Vyšší Brod
Elektrárna byla dostavěna v roce 1902, spuštěna v roce 1903, sloužila jako zdroj energie pro papírny ve Větřní.
| Technická data   |                  |
| ---------------- | ---------------- |
| Provoz           | 1903–195?        |
| Typ elektrárny   | vodní            |
| Typ proudu       | střídavý (42 Hz) |
| strojní vybavení |                  |
| 3× vodní turbína | 1 700 kW         |
| 1× vodní turbína | 2 700 kW         |
| 1× vodní turbína | 9 000 kW         |
| Celkový výkon    | 16 800 kW        |

## Elektrárna Lomazice
Vodní elektrárna Lomazice stávala u Lomazic zatopených vodní nádrží Nechranice, asi sedm kilometrů od Kadaně. Založilo ji město Kadaň, které se stavbou velmi zadlužilo. Provoz elektrárny byl zahájen v roce 1925 a už následujícího roku elektrárna zásobovala 233 sídel v okolí Kadaně, ale i v sousedních okresech. Vodu z Ohře k elektrárně přiváděl sedm kilometrů dlouhý kanál. Výrobu elektřiny zajišťovala trojice Francisových turbín s celkovým výkonem 7 280 kW.
| Technická data   |           |
| ---------------- | --------- |
| Provoz           | 1925–1965 |
| Typ elektrárny   | vodní     |
| Typ proudu       |           |
| strojní vybavení |           |
| 3× vodní turbína |           |
| Celkový výkon    | 7 280 kW  |

## Elektrárna Mydlovary
Jednalo se o první zařízení v ČSR, které mělo ověřit možnosti spalování lignitu, jenž se hojně vyskytoval v okolí Mydlovar. První experimentální elektrárna měla výkon 2 × 400 kW, zprovozněna byla roku 1922, odstavena byla pak v roce 1927, o rok dříve však začala již běžet definitivní elektrárna s práškovými kotly a TG1 o výkonu 3 MW. V roce 1928 najely do provozu další kotle K3 a K4 a TG2 o výkonu 6 MW. Další rozšíření přišlo v roce 1935 (kotel K5), v roce 1939 nové TG 3 o výkonu 10 MW, v roce 1940 kotel K6. Další rozvoj následoval až v roce 1965 s teplárenským kotlem K7 a TG 4 o výkonu 6 MW. Zároveň se spuštěním tohoto kotle byly definitivně odstaveny nejstarší kotle K1-K4 a TG 1 a rovněž v tomto roce byl postaven 100 m vysoký komín. V roce 1973 přešla elektrárna na spalování sokolovského hruboprachu. Z elektrárny se stala spíše teplárna (zásobovala MAPE Mydlovary a město České Budějovice) a z toho důvodu byly odstaveny postupně TG 2 (1976), TG 3 (1984), poslední TG 4 o výkonu 6 MW byl odstaven v roce 1998, čímž zanikla v tomto místě výroba elektřiny nepřetržitě zde trvající od roku 1922.
| Technická data   |           |
| ---------------- | --------- |
| Provoz           | 1926–1998 |
| Typ elektrárny   | parní     |
| Typ proudu       | střídavý  |
| strojní vybavení |           |
| 1× parní turbína | 3 MW      |
| 2× parní turbína | 6 MW      |
| 1× parní turbína | 10 MW     |
| Celkový výkon    | 25 MW     |

## Elektrárna Oslavany
Její historie se začíná psát v roce 1911, kdy se započalo s výstavbou, provoz zahájila 1. dubna 1913, instalováno bylo 6 kotlů a 2×TG s celkovým výkonem 6,8 MW, který byl postupně navyšován až na konečných maximálních 115 MW postavením 50 MW bloku v roce 1964. Elektrárna jako palivo kromě místního černého uhlí z jižní části Rosicko-oslavanského revíru (z dolů Kukla, Františka a později Jindřich II) využívala i polské černé uhlí a zemní plyn. Do vybudování elektrárny Dukovany představovala po elektrárně Hodonín druhý největší jihomoravský zdroj. Její provoz byl ukončen, v návaznosti na útlum těžby uhlí v okolí, dne 30. května 1993. Tabulka zachycuje poslední funkční konfiguraci.
| Technická data     |                       |
| ------------------ | --------------------- |
| Provoz             | 1913–1993 (80 let)    |
| Typ elektrárny     | parní                 |
| Typ proudu         | střídavý              |
| strojní vybavení   |                       |
| 3× turboalternátor | 21 MW                 |
| 1× turboalternátor | 50 MW                 |
| Celkový výkon      | 115 MW (s přetížením) |

## Elektrárna Hlubočky
Byla vybudována v letech 1921–1922 firmou Pittel & Brausewetter, v roce 1934 ji koupilo město Olomouc, aby sloužila jako doplňkový zdroj k elektrárně SME v Přerově. Od sedmdesátých let byla provozována jako teplárna, její provoz byl definitivně ukončen v roce 1997.
| Technická data     |                          |
| ------------------ | ------------------------ |
| Provoz             | 1922 – 197? – elektrárna |
| Provoz             | 197? – 1997 – teplárna   |
| Typ elektrárny     | parní                    |
| Typ proudu         | střídavý                 |
| strojní vybavení   |                          |
| 2× turboalternátor | 3,2 MW                   |
| Celkový výkon      | 6,4 MW                   |

## Elektrárna Poříčí 1
Stavební práce byla zahájeny v roce 1912 v tehdy samostatném Poříčí u Trutnova. Zdrojem paliva byly doly na černé uhlí na Svatoňovicku, Žacléřsku a Radvanicku, s nimiž byla spojena železnicí. K chlazení byla využita voda z řek Ličné a Úpy. Dne 23. 2. 1914 byla elektrárna o výkonu 4,5 MW uvedena do provozu, kdy začala dodávat proud do cca 60 obcí. Výrobu páry dodávalo šest kotlů (každý o výkonu 7,5 tun páry za hodinu), později byly postaveny ještě další dva. Ve strojovně elektrárny byly v provozu dva TG o výkonu 2× 4,5 MW. V následujících letech se uskutečnila modernizace elektrárny, díky čemuž její výkon několikanásobně vzrostl. Přibyly také tři komíny, postavené v letech 1920, 1922 a 1929. 
Během druhé světové války se výkon elektrárny postupně snižoval, až v roce 1945 poklesl ze 26 MW na asi 6 MW. V 50. letech dostala elektrárna název Elektrárna Poříčí I, aby se tím odlišila od nově postavené elektrárny v Poříčí, spuštěné v roce 1957. V letech 1964–1966 se v Elektrárně Poříčí I vyrábělo germanium z popílku zachyceného na elektrofiltrech kotlů. V roce 1965 se výroba germania stala prvořadým úkolem elektrárny, tento strategický prvek se používal při výrobě polovodičů a tato výroba měla přednost i před výrobou elektřiny. Provoz elektrárny byl ukončen dne 31. 12. 1970.
| Technická data |           |
| -------------- | --------- |
| Provoz         | 1914–1970 |
| Typ elektrárny | parní     |
| Typ proudu     | střídavý  |

## Elektrárna Tušimice I
Byla vybudována a spuštěna v letech 1963–1964 a v provozu byla do roku 1998. Komín vysoký 196 m byl zbourán v roce 2005. Jako palivo využívala hnědé uhlí z dolů Nástup Tušimice, které bylo dopravováno pásovou dopravou přímo od těžebních strojů až do elektrárny.
| Technická data   |           |
| ---------------- | --------- |
| Provoz           | 1964–1998 |
| Typ elektrárny   | parní     |
| Typ proudu       | střídavý  |
| strojní vybavení |           |
| 6× parní turbína | 110 MW    |
| Celkový výkon    | 660 MW    |